# René Harmant
René Harmant (Lebensdaten nicht bekannt) war ein französischer Schauspieler und Komiker, Sänger und Impresario.
Harmant kam 1897 mit einer eigenen Theatertruppe von Europa nach Montreal, der unter anderem Auguste Aramini und Henri Cartal angehörten. Sie traten mit Unterhaltungsprogrammen im Sohmer Park, in Kaffeehäusern und Theatern auf. Nachdem ein Edikt der Stadt die Auftritte in Kaffeehäusern untersagt hatte, übernahm Harmant die Leitung des Palais Royal, eines Hauses mit 600 Plätzen. Auf Druck der Ligues de Vertu à Montréal, die gegen die angeblich fragwürdige Moral des zeitgenössischen Theaters kämpfte, ging Harmant 1905 mit seiner Truppe nach New York. Dort nahm er mehrere Titel für Edison Records auf, darunter Ils travaillent und Je me suis roulé. 1912 kehrte er nach Montreal zurück.